# Ab Bazan
Ab Bazan (Āb Bāzān) is een dorp in het district Rustaq in de Afghaanse provincie Takhar.